# Корренс, Эрих

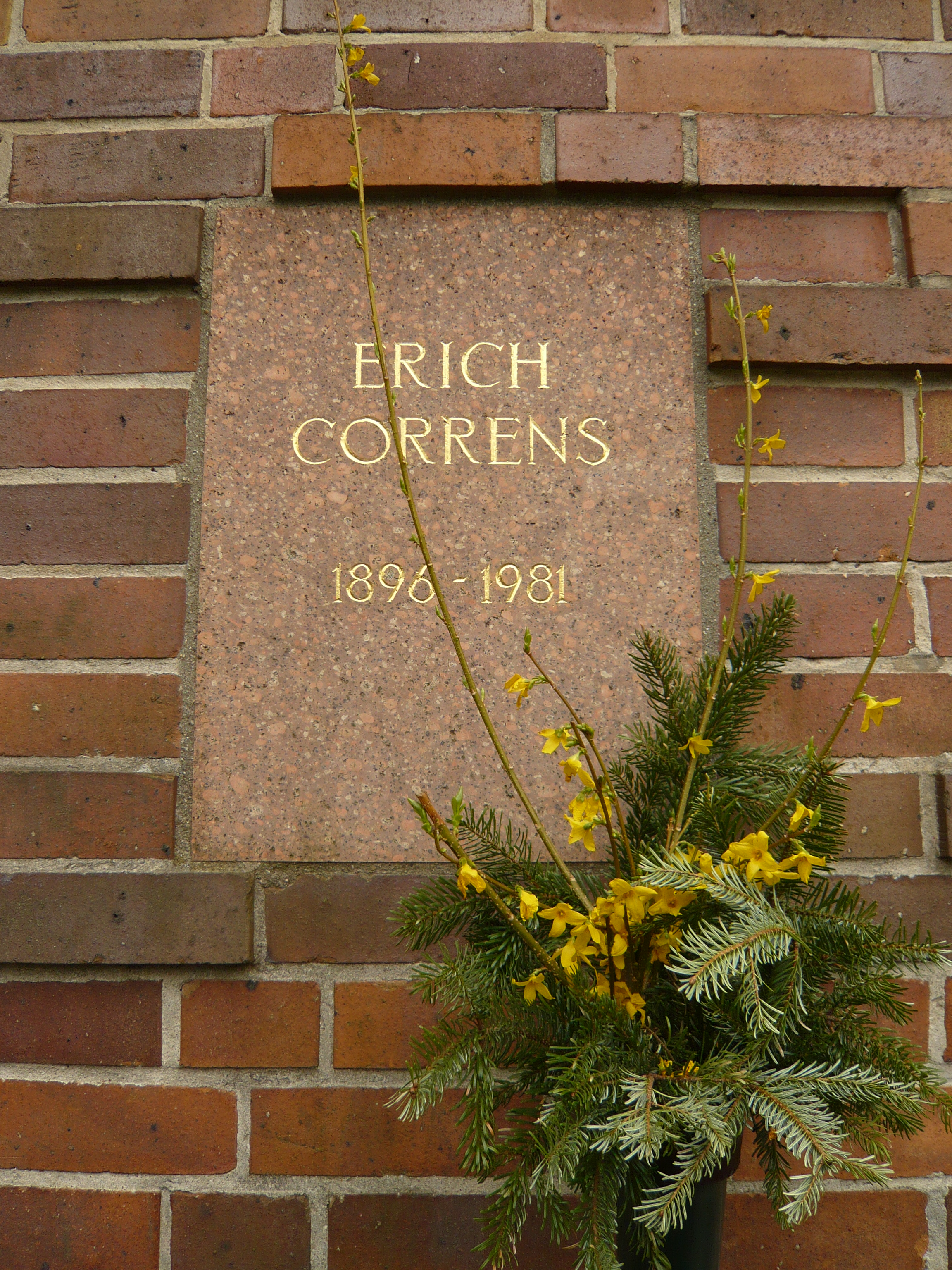
Могила

Эрих Пауль Губерт Ко́рренс (нем. Erich Paul Hubert Correns; 12 мая 1896, Тюбинген — 18 мая 1981, Восточный Берлин) — немецкий химик. Президент Национального совета Национального фронта ГДР.

## Биография
Эрих Корренс родился в семье биолога Карла Корренса. Окончив гимназию, отслужил в армии. Участвовал в Первой мировой войне, получил Железный крест 2-й степени. В 1918—1922 годах учился в университетах Берлина и Тюбингена, где изучал химию, ботанику и физику. В 1922 году защитил докторскую диссертацию. В 1922—1924 годах работал ассистентом в Химическом институте кайзера Вильгельма в Берлине и в Институте исследования кожи в Дрездене. В последующем работал химиком и руководителем на нескольких химических предприятиях в Эльберфельде, Дормагене и Рудольштадте. Супруга Корренса умерла в 1939 году на пути в концентрационный лагерь.

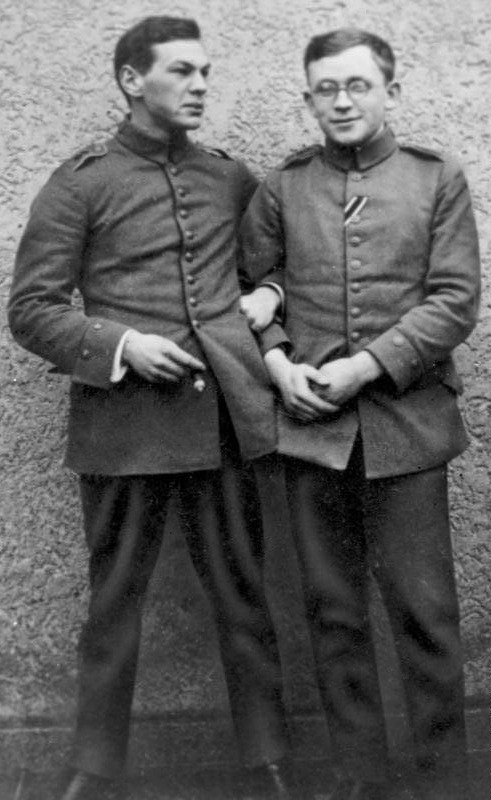
Эрих Корренс (справа) с Рихардом Зорге. 1915

После Второй мировой войны Корренс занимал руководящие должности на химических предприятиях в Восточной Германии. В 1951 году возглавил Институт исследования волокнистых материалов при Германской академии наук. С 1951 года являлся членом академии наук. В 1953—1959 годах Корренс преподавал в Дрезденской высшей технической школе. В 1956 году получил звание почётного доктора Берлинского университета.
С 1950 года и до своей смерти в 1981 году Корренс являлся президентом Национального совета Национального фронта ГДР. С 1954 года являлся депутатом Народной палаты ГДР и членом правления Общества германо-советской дружбы и президиума Культурного союза. С 1957 года Корренс входил в состав Научно-исследовательского совета ГДР, а с 1960 года — Государственного совета ГДР.